# Action 52
Action 52 ist eine unlizenzierte Spielesammlung, die erstmals 1991 von Active Enterprises für das Nintendo Entertainment System und 1993 von den FarSight Studios schließlich auch für das Sega Mega Drive veröffentlicht wurde. Die Sammlung wurde wegen ihrer mangelhaften Qualität mehrfach unter schlechtesten Spielen aller Zeiten gelistet. Aus dem Pool der enthaltenen Spiele erlangte der Titel The Cheetahmen größere Aufmerksamkeit, zu dem ein zwölfseitiges Comic-Heft beilag und dessen Protagonisten als Maskottchen verwendet wurden. The Cheetahmen erhielt durch eine Crowdfunding-Kampagne 2012 nachträglich eine bereits in den 1990ern geplante, zunächst jedoch unveröffentlicht gebliebene Fortsetzung.

## Beschreibung

### Umfang und Hintergrund
Action 52 beinhaltet auf einer so genannten Multicart (Cartridge mit mehr als einem Spiel) 52 unterschiedliche Spiele, mehrheitlich aus den Genres Shoot ’em up und Jump ’n’ Run. Die Sammlung erschien sowohl für das Nintendo Entertainment System (1991) als auch das Mega Drive (1993), wobei es zwischen den beiden Versionen Unterschiede bei den enthaltenen Spielen gibt. Eine weitere Version für den Super Nintendo wurde beworben, allerdings niemals veröffentlicht.
Die Entwicklung wurde von dem aus Miami stammenden amerikanischen Geschäftsmann und ehemaligen Investmentbanker Vince Perri initiiert. Perri, selbst Vater eines computerspielbegeisterten Sohnes, war nach eigenen Angaben unzufrieden mit den hohen Kosten dieses Hobbys, da der Kaufpreis eines lizenzierten Spiels üblicherweise 55 bis 60 US-Dollar betrug. Die Idee mit der Spielesammlung kam Perri, als er seinem Sohn beim Spielen mit einem illegalen Spielmodul aus Taiwan beobachtete, auf dem sich 40 Spieletitel befanden. Nachdem die Sammlung auch in der Nachbarschaft auf großes Interesse stieß, suchte Perri nach einer legalen Methode, um selbst eine solche Spielesammlung umzusetzen. Daher sammelte er nach eigenen Angaben fünf Millionen US-Dollar von Investoren in Europa und Saudi-Arabien, um damit die auf den Bahamas angemeldete und von Miami aus operierende Active Enterprises Limited zu gründen.

### Entstehung und Veröffentlichung
Perri teilte sich seine Geschäftsräume mit einem Aufnahmestudio. Ein Angestellter des Studios, der junge Toningenieur und Collegestudent Mario Gonzalez, erfuhr von Perris Plänen und bot ihm seine Unterstützung bei der Entwicklung an. Zusammen mit zwei Freunden, dem Programmierer Albert Hernandez und dem Grafiker Javier Perez, reichte er eine Demo ein. Perri engagierte daraufhin alle drei als Entwickler und schickte sie zur Einarbeitung in die NES-Entwicklungssoftware nach Salt Lake City. Der anschließend vorgegebene Entwicklungszeitrahmen betrug drei Monate. In der Zeit wurde das Dreier-Team von einem weiteren Bekannten unterstützt. Weitere technische Arbeiten wurden an das Unternehmen Cronos Engineering Inc., ein IBM-Partnerunternehmen aus Boca Raton, ausgelagert.
Ausgangspunkt der Entwicklung bildete anscheinend eine aus Schwarzkopien zusammengestellte Multicart mit der Bezeichnung 52-in-1. Action 52 besitzt nicht nur die gleiche Anzahl an Spielen, sondern verwendet ein nahezu identisches Auswahlmenü für die Präsentation von Active Enterprises selbstproduzierten Titeln. Die Entwicklung der Spiele erfolgte auf dem PC, programmiert wurden die Spiele in Assemblersprache. Die Grafiken entstanden mit Hilfe der Programme dPaint und dPaint Anim. Einige Musikstücke der NES-Version sind Plagiate, die ursprünglich von Ed Bogas komponiert wurden und aus der Atari-ST-Software The Music Studio stammen. Analysen des Musikcodes des Spiels ergaben, dass sie mit Hilfe eines Musiktreibers des aus Salt Lake City stammenden Entwicklerstudios Sculptured Software (u. a. zu finden in Day Dreamin’ Davey, Monopoly und Metal Mech) entwickelt wurde. Bei Sculptured Software, das unter anderem für LucasArts das Spiel Star Wars: The Empire Strikes Back entwickelte, handelte es sich voraussichtlich auch um das Ausbildungsunternehmen der drei Programmierer. Ein weiteres Plagiat ist die Melodie des Auswahlbildschirms, bei dem es sich um das Lied It Takes Two von Rob Base and DJ E-Z Rock handelt, das selbst wiederum auf Samples des Lieds Think (About It) von Lyn Collins basiert.
Action 52 wurde auf NES zu einem Preis von 199 US-Dollar verkauft, was laut Werbeaussage weniger als vier US-Dollar pro Spiel ausmachte. Die Werbung sprach von 52 „new and original exciting games“ (neuen und aufregenden Spielen). Active Enterprises veranstaltete außerdem einen Wettbewerb zum Spiel Ooze, bei dem jeder Spieler, der alle fünf Level des Spiels erfolgreich absolvierte, an der Verlosung eines Preisgelds von 104.000 US-Dollar hätte teilnehmen sollen. Allerdings verhinderten Programmierfehler, dass das Spiel überhaupt beendet werden konnte.
Die Entwicklung der Mega-Drive-Version wurde von Active Enterprises nicht mehr intern übernommen, sondern an Far Sight Technologies übertragen. Das Resultat war eine größere Bandbreite an Spielformen (u. a. Sport- & Puzzlespiele) mit verbesserter Technik und Grafik, ohne jedoch ein konkurrenzfähiges Niveau zu erreichen. Januar 1993 präsentierte Perri die Mega-Drive-Version auf der International Winter Consumer Electronics Show in Las Vegas. Der Preis dieser Fassung betrug, abhängig vom Anbieter, zwischen 99 und 119 US-Dollar.

### The Cheetahmen
Zum bekanntesten Spiel der Sammlung wurde The Cheetahmen (wörtlich übersetzt: Die Gepardmenschen), die auf eine Idee von Perri selbst zurückgingen. Die drei Hybridwesen mit den Eigennamen Aries, Hercules und Apollo wurden als anthropomorphe Maskottchen genutzt, wie sie u. a. durch den Erfolg der Teenage Mutant Ninja Turtles (Schildkrötenmenschen) zum damaligen Zeitpunkt in Mode gekommen waren (vgl. auch Battletoads (Krötenmenschen)). Unter anderem ließ Active Enterprises einen Fernsehwerbespot produzieren und ein Kostüm für Auftritte auf Messen herstellen. Rund um die Figuren sollten außerdem Merchandising-Artikel wie T-Shirts, Comic-Hefte und eine Zeichentrickserie verwirklicht werden. Durch die negativen Kritiken und die damit verbundene Mundpropaganda wurden diese Pläne fallen gelassen.
Eine beigelegte, zwölfseitige Comicgeschichte erzählte den Hintergrund der drei Hybridwesen: Der verrückte Wissenschaftler Dr. Morbis hat eine Gepardin während einer Safari in Afrika getötet, um ihre Babys für seine genetischen Forschungen zu benutzen. Hieraus entstanden die Cheetahmen, eine Mutation aus Mensch und Gepard. Mit seinen neu gewonnenen Forschungserkenntnissen möchte Dr. Morbis eine Cheetahmen-Armee erschaffen, weshalb die Cheetahmen beschließen ihren Schöpfer zu stoppen. Der Spieler übernimmt die Rolle des „Action Gamemasters“, der beim Videospielen in das Spiel gezogen wurde. Als er auf die Cheetahmen trifft, rennt er vor ihnen davon. Der Gamemaster selbst taucht nicht direkt im Spiel auf, sondern übernimmt laut Anleitung die Rolle des jeweiligen Cheetahmen. In der NES-Fassung von Action 52 besteht das Spiel aus sechs Leveln. Die NES- und die Mega-Drive-Fassung unterscheiden sich inhaltlich voneinander.
Active Enterprises plante eine Fortsetzung mit dem Titel The Cheetahmen II für NES, die jedoch nicht mehr offiziell veröffentlicht wurde. 1996 tauchten insgesamt 1500 vorproduzierte Module auf, die bei einem Liquidationsverkauf an Händler und Sammler verkauft wurden. Das Spiel wurde offensichtlich nicht mehr fertiggestellt, da das Programm nach dem vierten von sechs Leveln abstürzt. Sammlerverkäufe des Spieles erreichten dennoch vierstelligen Beträge.

## Versionen

### NES-Prototypen
Ein Prototyp des Spiels gelangte in den Besitz von Greg Pabich, der Anfang der 1990er ein Distributionsunternehmen für gebrauchte Filme und Spiele in Dallas betrieb. Active Enterprises trat an Pabich heran, um ihn als potentiellen US-Distributor zu gewinnen. Als Pabich das Unternehmen in Miami besuchte, schenkte ihm Vincent Perri eines der unfertigen Prototyp-Module. Die Partnerschaft kam nicht zustande und Pabichs Prototyp geriet in Vergessenheit, bevor er ihn 20 Jahre später wiederentdeckte. Dieser Prototyp wich in einigen Punkten von der veröffentlichten Version des Spiels ab. Das Spielmenü unterschied sich komplett von der offiziellen Version, das 52. Spiel hieß nicht Cheetahmen, sondern Action Gamer, besaß eine andere Geschichte und nur zwei Level. Das ursprüngliche Konzept für Action Gamer stammte von Mario Gonzalez, lautete auf den Arbeitstitel Boss und sollte aus einem fortlaufenden Bosskampf gegen alle Endgegner der vorherigen 51 Spiele bestehen. Perri kam schließlich mit der Idee der anthropomorphen Actionhelden. Die Version des Prototyps spiegelt bereits diese Umstellung wider und besteht aus zwei Leveln, die 2011 als Cheetahmen: The Creation veröffentlicht wurden.
Ein zweiter Prototyp kam in den Besitz des vierten Entwicklers. Er wurde öffentlich bekannt, als er zum Verkauf auf ebay angeboten wurde. Im Gegensatz zu Pabichs Version fehlen diesem Prototyp noch das ikonische Intro („Lights! Camera! Action 52“) und die Introerzählung von Action Gamer.
Spieleliste
1. Fire Breathers
2. Star Evil
3. Illuminator
4. G-Force Fighters
5. Ooze
6. Silver Sword
7. Critical Bypass
8. Jupiter Scope
9. Alfredo and The Fettucini
10. Operation Full-Moon
11. Dam Busters
12. Thrusters
13. Haunted Halls of Wentworth
14. Chill Out
15. Sharks
16. Megalonia
17. French Baker
18. Atmos Quake
19. Meong
20. Space Dreams
21. Streemerz
22. Spread-Fire
23. Bubblegum Rosie
24. Micro-Mike
25. Underground
26. Rocket Jockey
27. Non Human
28. Cry Baby
29. Slashers
30. Crazy Shuffle
31. Fuzz Power
32. Shooting Gallery
33. Lollipops
34. Evil Empire
35. Sombreros
36. Storm Over the Desert
37. Mash Man
38. They Came...
39. Lazer League
40. Billy-Bob
41. City of Doom
42. Bits and Pieces
43. Beeps and Blips
44. Manchester Beat
45. The Boss
46. Dedant
47. Hambo's Adventures
48. Time Warp Tickers
49. Jigsaw
50. Ninja Assault
51. Robbie and the Robots
52. Action Gamer

### NES-Fassung
Die NES-Version von Action 52 wurde von Active Enterprises intern entwickelt und auf den Markt gebracht. Dem Auswahlmenü ist ein Intro aus drei Standbildern vorgeschaltet, mit den oftmals zitierten Worten „Lights! Camera! Action 52“. Die dabei zu hörende Musik ist ein Plagiat des Lieds It Takes Two von Rob Base and DJ E-Z Rock. Alle Spiele können zu zweit gespielt werden, jedoch nur nacheinander. Lediglich der erste Titel Fire Breathers ist ein simultan gespielter Mehrspielertitel. Viele Spiele enthalten Glitches, bei denen einige Spiele gar nicht erst starten oder das jeweilige Spiel mittendrin abbricht. Einige weitere Spiele sind unvollständig oder leiden unter endlosen Leveln. Ein weiterer Kritikpunkt war, dass sich viele Spiele schwer steuern lassen und ein kompliziertes Design besitzen. Eine Eigenheit der Sammlung ist, dass der Springenbefehl auf die B-Taste und der Schießbefehl auf die A-Taste des NES-Controllers gelegt wurde, obwohl sich die umgekehrte Belegung als gängige Konvention eingebürgert hatte. Während der Spielauswahl und des Startbildschirms ist das Lied Think (About It) von Lyn Collins zu hören.
In The Cheetahmen steuert der Spieler für jeweils zwei Level einen der drei Cheetahmen, die sich in ihrem Kampfstil unterscheiden. Aries verwendet Knüppel, Hercules ist größer als seine beiden Brüder und sucht den Nahkampf, Apollo verwendet eine Armbrust. Die Gegner bestehen unter anderem aus recyelten Figuren der anderen Spiele. Darunter ist auch die Figur des Satán Hossain, der eine Parodie auf Saddam Hussein darstellt und ursprünglich in Storm over the Desert erschien.
Insgesamt wurden etwa 6000 Kopien des Moduls angefertigt.
Spieleliste
1. Fire Breathers :
2. Star Evil ^
3. Illuminator
4. G-Force Fighters
5. Ooze ^
6. Silver Sword
7. Critical Bypass
8. Jupiter Scope
9. Alfredo and the Fettucini *
10. Operation Full-Moon
11. Dam Busters
12. Thrusters ^
13. Haunted Halls of Wentworth
14. Chill Out
15. Sharks
16. Megalonia
17. French Baker
18. Atmos Quake
19. Meong
20. Space Dreams
21. Streemerz ^
22. Spread Fire
23. Bubblegum Rosie
24. Micro Mike
25. Underground
26. Rocket Jockey
27. Non-Human
28. Crybaby
29. Slashers
30. Crazy Shuffle
31. Fuzz Power
32. Shooting Gallery ^
33. Lollipops
34. Evil Empire
35. Sombreros
36. Storm over the Desert
37. Mash Man
38. They Came… ^
39. Laser League
40. Billy Bob ^
41. City of Doom
42. Bits and Pieces
43. Beeps and Blips
44. Manchester
45. Boss
46. Dedant
47. Hambo’s Adventures
48. Time Warp Tickers
49. Jigsaw *
50. Ninja Assault
51. Robbie and the Robots
52. The Cheetahmen

### Mega-Drive-Fassung
Die Version für den Sega Mega Drive wurde als Auftragsarbeit von FarSight Technologies entwickelt. Im Gegensatz zur Nintendo-Version wurden die Spiele deutlich überarbeitete und verändert, außerdem enthält diese Sammlung zum Teil andere Spiele in anderen Genres, was zu einer anderen Auflistung im Auswahlmenü geführt hat. Hinzu kam ein Farbleitsystem. Grün markierte Spiele gelten als einfach, violett als mittelschwer, gelb als schwer, blau steht für Titel mit Zweispieler-Modus. Teilweise wurden neue Spiele wie Haunted Hills eingefügt, als 51. Spiel wurde Pong verwendet, unter dem Titel First Game. Mind's Eye entspricht wiederum einer leicht veränderten Form von Minesweeper. Im 52. Spiel Challenge werden die Spieler mit dem schwersten Level aus einer zufälligen Auswahl der vorherigen Spiele konfrontiert. Außerdem wurden Spiele wie Cheetahmen komplett verändert. Hier mussten die Cheetahmen einige Gepardbabys aus den Fängen von Monstern befreien. Die Endbosse der NES-Version tauchten hier nur als einfache Gegner auf.
Spieleliste
1. Bonkers
2. Darksyne
3. Dyno Tennis
4. Ooze
5. Star Ball
6. Sidewinder
7. Daytona
8. 15 Puzzle
9. Sketch
10. Star Duel
11. Haunted Hill
12. Alfredo
13. The Cheetahmen
14. Skirmish
15. Depth Charge
16. Minds Eye
17. Alien Attack
18. Billy Bob
19. Sharks
20. Knockout
21. Intruder
22. Echo
23. Freeway
24. Mousetrap
25. Ninja
26. Slalom
27. Dauntless
28. Force One
29. Spidey
30. Appleseed
31. Skater
32. Sunday Drive
33. Star Evil
34. Air Command
35. Shootout
36. Bombs Away
37. Speed Boat
38. Dedant
39. G Fighter
40. Man at Arms
41. Norman
42. Armor Battle
43. Magic Bean
44. Apache
45. Paratrooper
46. Sky Avenger
47. Sharpshooter
48. Meteor
49. Black Hole
50. The Boss
51. First Game (= Pong)
52. Challenge

## Rezeption
Die Spielesammlung wurde in der Rezeption vor allem für die schlechte Qualität ihrer Spiele bekannt, die dem Produkt wiederholt Auflistungen unter den schlechtesten Spielen oder den bisher größten Spieleflops einbrachten. Beispielhaft aus der NES-Version genannt wurde das Spiel Star Evil, ein vertikaler Shooter. Bereits unmittelbar bei Spieleinstieg konfrontiert das Programm den Spieler mit einem Hindernis, dem er im Bruchteil einer Sekunde ausweichen muss, weil es sonst zum sofortigen Game over kommt. Weitere Beispiele sind das Jump ’n’ Run Bubblegum Rossie, das den Spieler bei einem kleinen Fehler während einer Sprungeinlage zwischen unüberwindbaren Hindernissen festsetzt, das mitten im Spiel abstürzende Ooze oder nicht startenden Programme Alfredo and the Fettucini und Jigsaw. Positiver in Bezug auf den Spielspaß, wenn auch nicht als gut beurteilt wurden dagegen Titel wie Streemerz, Meong, Dam Busters und The Cheetahmen. Ebenfalls positiv bewertet wurde die Möglichkeit, per Tastenkombination zum Hauptmenü zurückkehren zu können, während andere Sammlung dafür einen Konsolenneustart erforderten.
Hardcore Gaming 101 bezeichnete Active Enterprises rückblickend als “gold-rush developer” (deutsch: „Goldgräber-Entwickler“) und das Action 52 als Paradebeispiel für das Problem mit unerfahrenen Entwicklern. Active Enterprises habe zwar die Fähigkeiten zur Entwicklung eines weitgehend funktionierenden Produkts, die notwendige Kenntnis zur Platzierung am Markt und den Willen zur Durchführung bewiesen, in der Hoffnung auf das schnelle Geld und der Unkenntnis der geschäftlichen Realitäten aber an den Anforderungen des Marktes vorbei entwickelt. Die Idee, mehr Spiel für das gleiche Geld zu bieten, sei aus ökonomische Sicht zwar plausibel, gleichzeitig hätten die Macher aber nicht verstanden, dass gerade die Qualität der Spiele den Unterschied zwischen guten und durchschnittlichen Produkte ausmache. Nachdem alle 52 Spiele nicht einmal die grundlegendsten Qualitätsanforderungen erfüllten, sei das Projekt von Beginn an zum Scheitern verurteilt gewesen. Verglichen wurde Action 52 für den NES dabei mit der Flut von schlechten Billigproduktionen für den Atari 2600, die 1983 mit zum einschneidenden Video Game Crash beitrugen, und einer Welle von ebenfalls billig produzierten Minispielsammlungen für die Spielkonsole Wii. Action 52 sei „nichts weniger als ein komplettes Disaster“, aus dessen schlechter Qualität man jedoch viel lernen könne. Die Mega-Drive-Version sei zwar technisch und spielerisch ausgereifter gewesen, habe aber gleichzeitig viel von seinem „camp appeal“ verloren.

“Action 52 provides over four dozen reminders that some programmers should never be let near a development kit.”

„Action 52 bietet mehr als vier dutzend Erinnerungsansätze dafür, dass manche Programmierer möglichst niemals in die Reichweite eines Entwicklerkits gelassen werden sollten.“

Active Enterprises trat nach Veröffentlichung von Action 52 für Mega Drive in der Spielebranche nicht mehr in Erscheinung. Sowohl die angekündigten SNES-Version, die Franchiseprodukte und die geplante Fortsetzung zu The Cheetahmen, als auch die tragbare Spielkonsole Action GameMaster, die kompatibel zu NES-Mega-Drive- und SNES-Modulen sein sollte, kamen nie auf den Markt. Action 52 wurde zu einer Rarität und Sammlerstück.
2010 entsprangen dem Programmierprojekt Action 52 Owns mehrere Freewarespiele, die Remakes der ursprünglichen Titel des Action 52 darstellten. Ziel des Remakeprojekts war es, die technischen und inhaltlichen Mängel oder Kritikpunkte der ursprünglichen Spiele zu beheben und aus den Konzepten unterhaltsame Spiele zu machen. Mediale Aufmerksamkeit erzielten unter anderem die Remakes Streemerz, Rocket Jockey und Sombreros.
Ein kleiner Kult entstand um die Figuren der Cheetahmen. 2007 erschien eine Video mit Szenen und Musik aus einem Prototyp des nie veröffentlichten Spiels Cheetahmen 2 auf der Video-Website Nico Nico Douga, später auch auf YouTube. Das Titellied entwickelte sich zu einem Internetmeme und rief mehrere Remixes hervor. Des Weiteren wurde am 11. November 2011 von Greg Pabich das Spiel Cheetahmen: The Creation veröffentlicht, das eine Reproduktion der beiden Action-Gamer-Level von Pabichs Prototyp darstellt. Im August/September 2012 wurde eine Crowdfunding-Kampagne von Greg Pabich erfolgreich finanziert, die die Fertigstellung und Veröffentlichung von Cheetahmen 2: The Lost Levels als NES-Modul ermöglichen sollte. Angekündigt wurden zudem die Spiele iCheetah und Cheetahmen: Ultima.